# William Fergusson

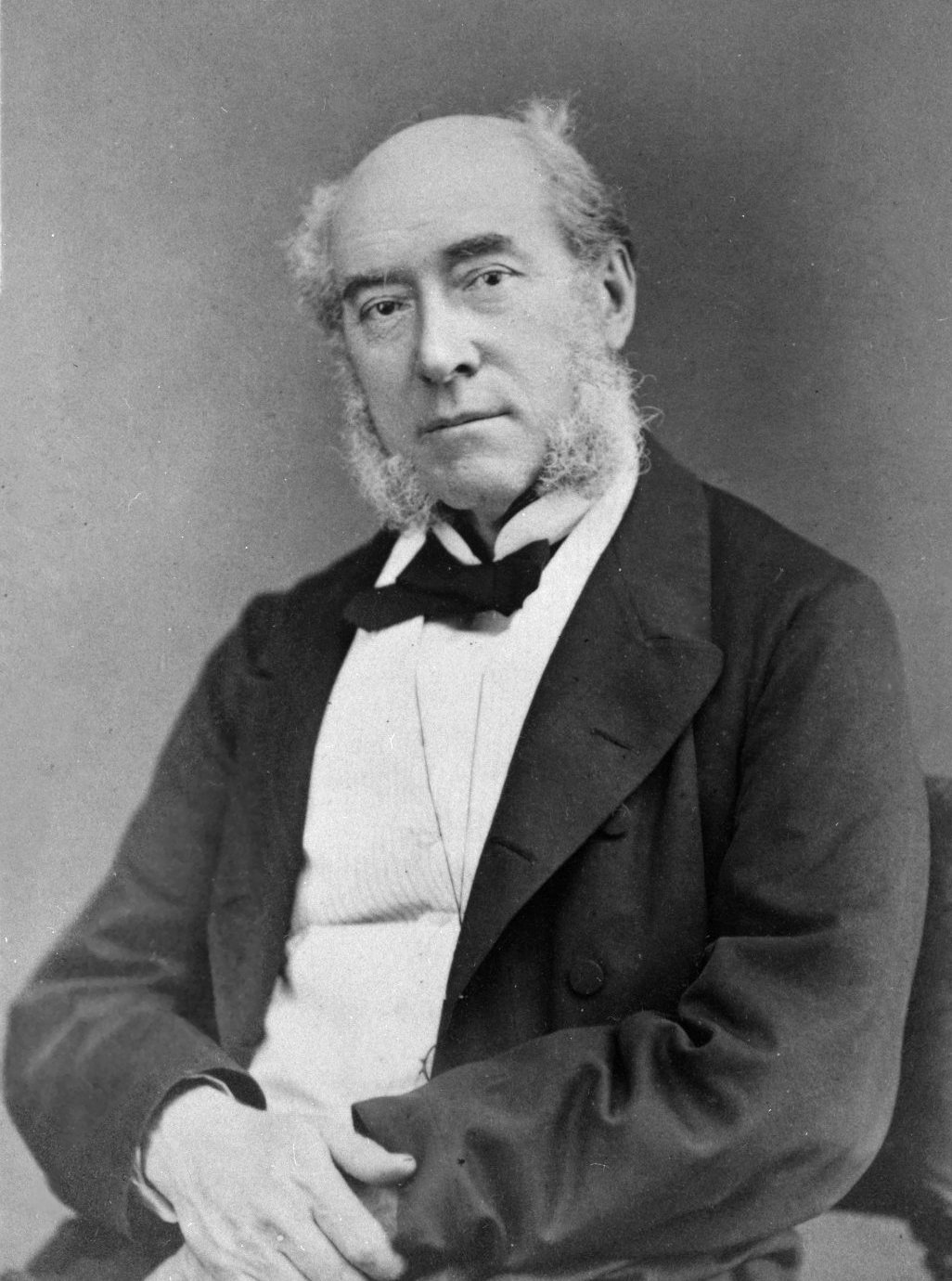
Sir William Fergusson, 1. Baronet, 1873

Sir William Fergusson, 1. Baronet (* 20. März 1808 in Prestonpans; † 10. Februar 1877 in London) war ein schottischer Chirurg.

## Leben
Fergusson studierte an der University of Edinburgh und wollte zunächst Anwalt werden, weshalb er mit 15 Jahren in einer Anwaltspraxis als Gehilfe anfing, wechselte dann aber mit 17 Jahren zur Medizin. Er war Demonstrator von Robert Knox, wurde 1828 Lizenziat und 1829 Fellow des College of Surgeons in Edinburgh. Danach hielt er auch Vorlesungen. Wie schon bei Knox verbrachte er täglich bis zu 16 Stunden im Seziersaal. Da Knox viele seiner zum Sezieren verwendeten Leichen durch Leichendiebstahl erhielt, kam es zu einem Skandal, in den auch Fergusson als sein Assistent verwickelt war. Es schadete ihm aber nicht nachhaltig. 1831 wurde er Chirurg am Krankenhaus Royal Dispensary in Edinburgh und 1836 am Royal Informary. Er galt neben James Syme als führender Chirurg in Schottland. 1839 wurde er Professor am King’s College London und am gerade eröffneten King’s College Hospital und hatte zudem eine Privatpraxis. Als seine Reputation immer mehr wuchs, wurde er 1849 Chirurg des Kronprinzen, 1855 Surgeon-Extraordinary und 1867 Sergeant-Surgeon der Königin. Er galt viele Jahre als führender Chirurg Londons. 1861 wurde er in den Rat des College of Surgeons gewählt, wurde 1867 dort Prüfer (Examiner) und 1870 dessen Präsident. 1870 trat er von seinem Lehrstuhl am King’s College zurück, blieb aber Professor für klinische Chirurgie und Senior Surgeon. Er starb an einer Nierenentzündung (Bright`s disease).

## Wirken
Ferguson prägte den Begriff der konservativen Chirurgie, die möglichst schonend und Körperteile erhaltend operiert. Er hatte darin zwar schon Vorläufer wie James Syme, dehnte das aber auch auf kleine Körperteile systematisch aus. Dabei kamen ihm seine intensiven Anatomiestudien und seine Sezierpraxis zugute. Im Gegensatz zum streitbaren Syme war er zurückhaltend und von freundlichem Wesen, galt als humorvoll und gastfreundlich. Ferguson kümmerte sich um seine Schüler und half oft als Chirurg ohne Entgelt. Er war auch ein exzellenter Tischler und Handwerker, womit er schon seinen Lehrer Knox beeindruckte, und stellte einige chirurgische Werkzeuge selbst her und verbesserte diese (zum Beispiel ein Gerät zum Entfernen von Blasensteinen durch die Harnröhre). Er war berühmt für seine Schnelligkeit bei Operationen (einen Blasenstein konnte er in 30 Sekunden entfernen). Das war damals wichtig, da es noch keine Anästhesie gab. Das änderte sich erst um 1846 durch die Einführung der Äthernarkose, wovon auch Fergusson profitierte und die seine konservative Chirurgie erst ermöglichte. Er führte über 300 Operationen an Hasenscharte durch. Fergusson plante jedes Detail der Operation im Voraus mit Vorsorge für alle Eventualitäten. Die Operationen verliefen schnell und schweigsam, wobei er selbst jede Bandage und jedes Pflaster anbrachte und so wenig Spuren wie möglich nach der Operation hinterließ. Er bestand auf Pünktlichkeit und hasste jede Zeitverschwendung. Im Nachruf in The Lancet von 1877 stand: Few men equalled and none probably surpassed him as an operator. (Wenige kamen ihm gleich als Chirurg und er wurde wahrscheinlich von Niemandem übertroffen).

## Ehrungen und Mitgliedschaften
Er war Fellow der Royal Society, der Royal Society of Edinburgh und des Royal College of Surgeons of England (Mitglied 1840, Fellow 1844). 1859 wurde er für zwei Jahre Präsident der Pathological Society of London. 1873 wurde er Präsident der British Medical Association. 1875 wurde er Ehrendoktor (L.L.D.) der Universität Edinburgh. Am 23. Januar 1866 wurde er ihm der erbliche Adelstitel Baronet, of Spitalhaugh in the County of Peebles and of George Street in the Parish of St George Hanover Square in the County of Middlesex, verliehen.  1871 hielt er die Hunterian Oration.

## Privates
1833 heiratete er die wohlhabende Erbin Helen Ranken, mit der er zwei Söhne und drei Töchter hatte. Er spielte gut Violine und eines seiner Hobbys war Fliegenfischen. Fergusson galt auch als Dandy, der durch London mit einer gelben Kutsche fuhr (von seinen Schülern der Senftopf genannt) mit zwei Dienern und begleitet von zwei Dalmatinern.

## Schriften
- System of Practical Surgery. London 1842 (5. Auflage 1870, archive.org).
- Lectures on the Progress of Anatomy and Surgery during the Present Century. 1867.[2]